# Bertel Bartholin
Bertel Bartholin (født 21. september 1614 i København, død 29. januar 1690) var en dansk professor, søn af professor Caspar Bartholin. 
I sit 14. år blev Bartholin student og dyrkede nu i 5 år ved universitetet de forskellige filosofiske videnskaber, indtil han blev optagen i den berømte dannelsesanstalt på Rosenholm hos sin faders ven, Holger Rosenkrantz, hvis omgang og påvirkning han nød i 3 år, inden han efter tidens skik tiltrådte den lange studierejse i udlandet, der skulde afslutte hans uddannelse. 
I 3 år studerede han i Leiden, besøgte derefter Frankrig og Italien, hvor han fik adgang til de bedste biblioteker og anvendte megen tid på kollation af klassiske forfattere, ligesom studiet af oldtiden i det hele fængslede ham, uden at han dog derfor forsømte retsvidenskaben, som han en tid endog mente at burde hellige sin største opmærksomhed, hvori han dog hindredes ved Ole Worms advarsel. 
Over Paris og Amsterdam vendte han tilbage til Danmark 1645 og udnævntes samme år til professor eloqventiæ ved universitetet; 1647 fik han magistergraden og ægtede 20. juni samme år Sille Marie Glob, født 21. februar 1630 i Køge, hvor hendes fader, magister Christen Glob, var præst; hendes moder var søster til den rige købmand Johan Braem. Hun døde i barselseng 21. januar 1675. 
Kong Frederik III gav Bartholin opsyn med det kongelige Kunstkammer med titel af Antiqvarius regius. Han døde som senior ved universitetet efter at have ført et langt og lykkeligt liv, hvortil meget bidrog den sjældne sindsligevægt, med hvilken han forstod at tage livets forskellige tilskikkelser. Som professor eloqventiæ (i latinsk filologi) trådte Bartholin aldeles i skygge for sin kollega Ole Borch og har kun leveret få og ubetydelige skrifter. 
Mest omtalt er hans Commentarius de pænula (1655; 2. forøgede udgave 1670), som på o. 100 sider vidt og bredt skildrer dette antike klædningsstykkes (en rejse- og regnkappes) form, stof, farve, anvendelse af forskellige personer osv. Den slags afhandlinger kan Holberg have tænkt på, da han skrev sin bemærkning om den "velstuderede" person, der "disputeret har om romersk sko og hat". 
1645 skrev han en lille Exercitatio philologica de Latini sermonis puritate; han opstiller her (nærmest vistnok efter Gerard Joh. Voss) 4 forskellige perioder i sproget og litteraturen, nævner forfatterne i de enkelte perioder, fastsætter en række skribenter fra guld- og sølvalderen som normer for den rene latinitet og anfører til sidst en række ord og talemåder som prøver på, hvad der ikke er rent latin. 
En del sætninger fra dette skrift gentages atter i to ubetydelige afhandlinger, som forsvaredes for magistergraden af forskellige kandidater under hans præsidium; den ene af dem behandler et på de tider yndet tema, nytten af filologiens studium for alle andre studier.